# Materia di Rydberg
La materia di Rydberg è una fase della materia formata da atomi di Rydberg; fu predetta intorno al 1980 da É. A. Manykin, M. I. Ozhovan e P. P. Poluéktov. È stata formata da vari elementi come il cesio, potassio, idrogeno e azoto; sono stati condotti degli studi su possibilità teoriche come sodio, berillio, magnesio e calcio.
È stato suggerito essere un materiale derivato da bande interstellari diffuse; stati di Rydberg circolari, dove l'elettrone periferico giace in un'orbita circolare planare, sono i più stabili con tempi di vita di diverse ore e sono i più comuni. Quest'ipotesi, però, generalmente non è accettata dalla comunità astronomica.

## Fisica
La materia di Rydberg è costituita da aggregati esagonali planari; questi non possono essere molto grandi a causa dell'effetto di ritardo causato dalla velocità della luce di valore finito. Quindi, non si trovano né allo stato gassoso, né sotto forma di plasma; né allo stato solido né in quello liquido; piuttosto sono molto simili a plasma polveroso con piccoli aggregati gassosi. Sebbene la materia di Rydberg possa essere studiata in laboratorio attraverso laser probing (l'agglomerato più grande trovato ha soli 91 atomi) tuttavia è stato provato che essa può essere trovata dietro estese nuvole nello spazio e nell'atmosfera superiore dei pianeti. Il Bonding nella materia di Rydberg è causato dalla delocalizzazione di elettroni energetici che formano uno stato complessivo di bassa energia. Gli elettroni si delocalizzano in modo da formare onde stazionarie su anelli intorno ai nuclei, creando un momento angolare quantizzato e definendo le caratteristiche della materia di Rydberg. I moti vibrazionali ed elettronici dei legami atomici possono essere studiati attraverso la spettroscopia Raman.

## Tempo di vita
A causa di ragioni ancora in discussione, tra cui la mancanza di un metodo di osservazione degli aggregati, la materia di Rydberg è fortemente stabile contro la disintegrazione da emissione di radiazione; il tempo di vita caratteristico di un aggregato ad n = 100 è 17 secondi. I motivi includono la mancanza di sovrapposizione tra stati eccitati e di terra, transizioni proibite tra loro ed effetti di cambio di correlazione che ostacolano l'emissione per tunneling (E.A. Manykin, M.I. Ojovan Pagina 57); tutto ciò causa un lungo ritardo nell'esaurimento dell'eccitazione. L'eccitazione gioca un ruolo importante nella definizione del tempo di vita: maggiore è l'eccitazione, maggiore sarà il tempo di vita; n = 80 fornisce una tempo di vita confrontabile con l'età dell'universo.

## Eccitazioni
Nei metalli ordinari, le distanze interatomiche sono quasi costanti in un'ampia fascia di valori di temperatura e pressione; questo non vale con la materia di Rydberg, in cui le distanze e le proprietà della materia stessa variano enormemente con le eccitazioni. Una variabile chiave che serve a determinare queste proprietà è il numero quantico principale n che può essere qualsiasi intero maggiore di 1; il più grande valore è circa 100. La distanza di legame d nella materia di Rydberg è data da
{\displaystyle d=2.9n^{2}a_{0}}
dove a0 è il raggio di Bohr. Il fattore di approssimazione 2.9 fu inizialmente determinato per via sperimentale, poi misurato in diversi aggregati con la spettroscopia rotazionale.

## Condensazioni
| n   | d (nm) | D (cm−3)   |
| --- | ------ | ---------- |
| 1   | 0.153  | 2.8 × 1023 |
| 4   | 2.45   |            |
| 5   | 3.84   |            |
| 6   | 5.52   |            |
| 10  | 15.3   | 2.8 × 1017 |
| 40  | 245    |            |
| 80  | 983    |            |
| 100 | 1534   | 2.8 × 1011 |

Come i bosoni che possono condensare nel Condensato di Bose-Einstein, così la materia di Rydberg si può condensare, ma non nello stesso modo dei bosoni. La ragione di ciò è che la materia di Rydberg si comporta come un gas, cioè non può condensarsi senza che si rimuova l'energia di condensazione; se non è fatto, si verifica la ionizzazione. Le soluzioni a questo problema prevedono l'utilizzo in qualche modo di una superficie adiacente; la migliore sarebbe far evaporare gli atomi della materia di Rydberg e lasciare l'energia di condensazione sulla superficie. Utilizzando atomi di cesio, superfici di grafite e convertitori termoionici come contenimento, è stata misurata la funzione di estrazione sulla superficie risultando 0.5 eV, indicando che l'aggregato è tra il nono ed il quattordicesimo livello di eccitazione. La tabella a destra riassume il calcolo di d fatto a diversi valori di densità D.